# Ryōsuke Shindō
Ryōsuke Shindō (jap. 進藤 亮佑, Shindō Ryōsuke; * 7. Juni 1996 in Sapporo, Präfektur Hokkaidō) ist ein japanischer Fußballspieler. 

## Karriere
Ryōsuke Shindō erlernte das Fußballspielen in der Jugendmannschaft von Hokkaido Consadole Sapporo. Hier unterschrieb er auch 2015 seinen ersten Profivertrag. Der Verein aus Sapporo spielte in der zweithöchsten Liga des Landes, der J2 League. 2015 spielte er 14-mal in der J.League U-22 Selection. Diese Mannschaft, die in der dritten Liga, der J3 League, spielte, setzte sich aus den besten Nachwuchsspielern der höherklassigen Vereine zusammen. Das Team wurde mit Blick auf die Olympischen Sommerspiele 2016 in Rio de Janeiro gegründet. Die Auswahl der Spieler erfolgte auf wöchentlicher Basis aus einem Pool, für den jeder Verein förderungswürdige Talente benennen konnte; die Zusammensetzung der Mannschaft variierte daher sehr stark von Spiel zu Spiel. Ende 2016 wurde er mit Sapporo Meister der zweiten Liga und stieg in die erste Liga auf. 2019 stand der mit Sapporo im Endspiel um den J. League Cup. Das Endspiel gegen den Ligakonkurrenten Kawasaki Frontale wurde im Elfmeterschießen verloren. Nach 119 Spielen für Sapporo wechselte er Anfang 2021 zum ebenfalls in der ersten Liga spielenden Cerezo Osaka nach Osaka.

## Erfolge
Hokkaido Consadole Sapporo
- Japanischer Zweitligameister: 2016  ▲
- Japanischer Ligapokalfinalist: 2019